# Stawki (Toruń)
 (février 2023).
Si vous disposez d'ouvrages ou d'articles de référence ou si vous connaissez des sites web de qualité traitant du thème abordé ici, merci de compléter l'article en donnant les références utiles à sa vérifiabilité et en les liant à la section « Notes et références ».
Stawki est un district de la ville polonaise de Toruń situé sur la rive gauche de la Vistule.

## Galerie

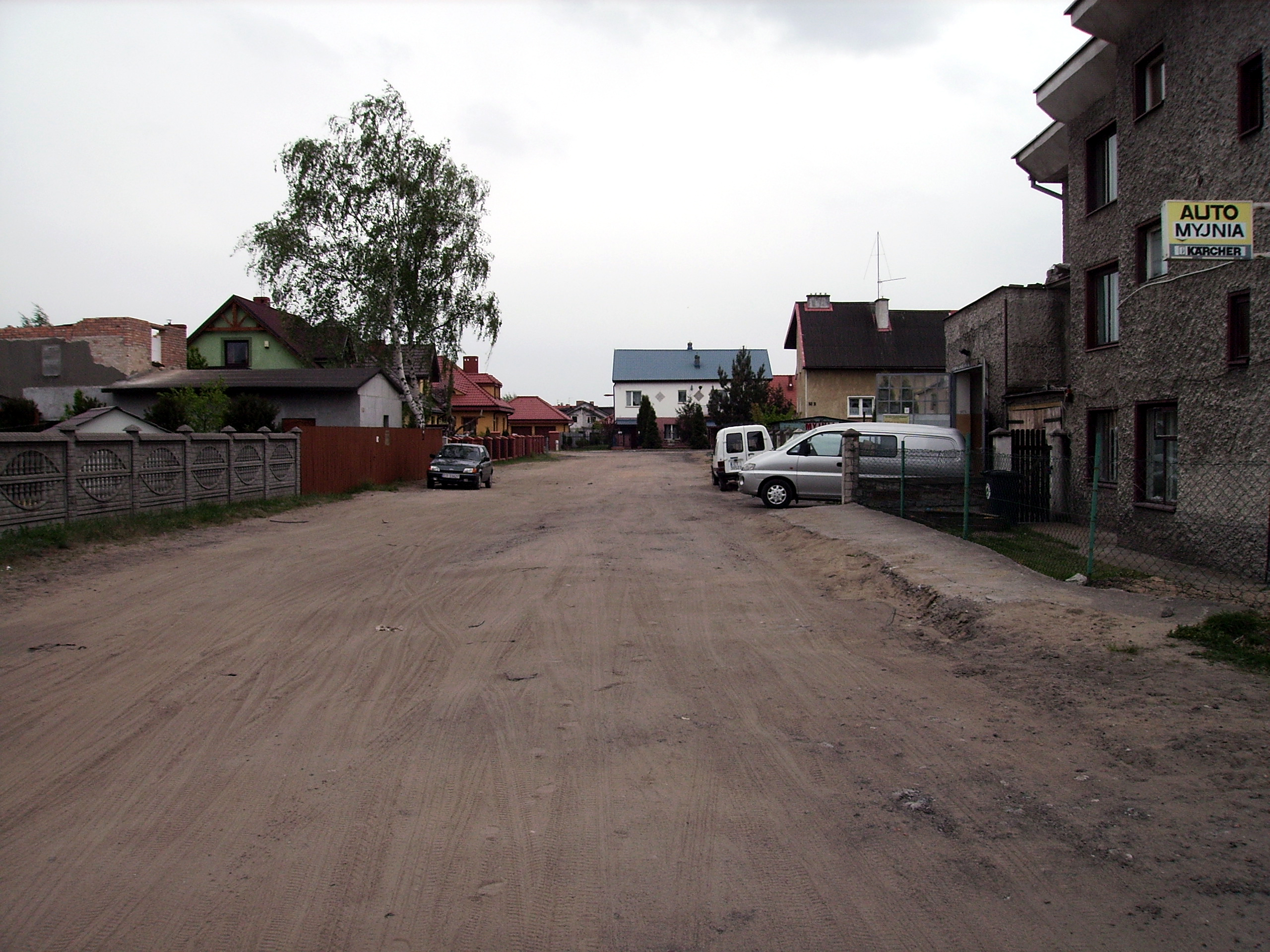
?
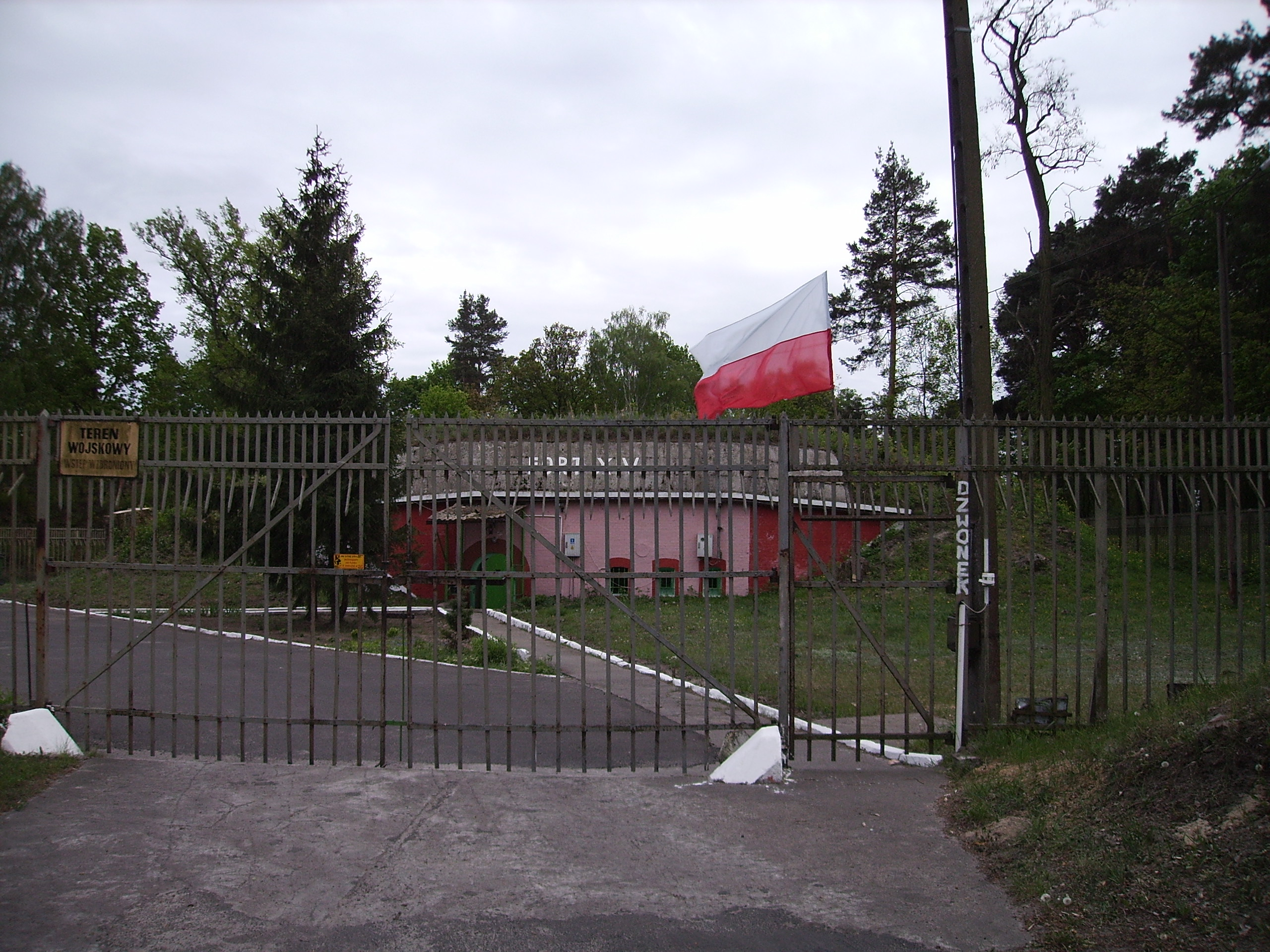
?
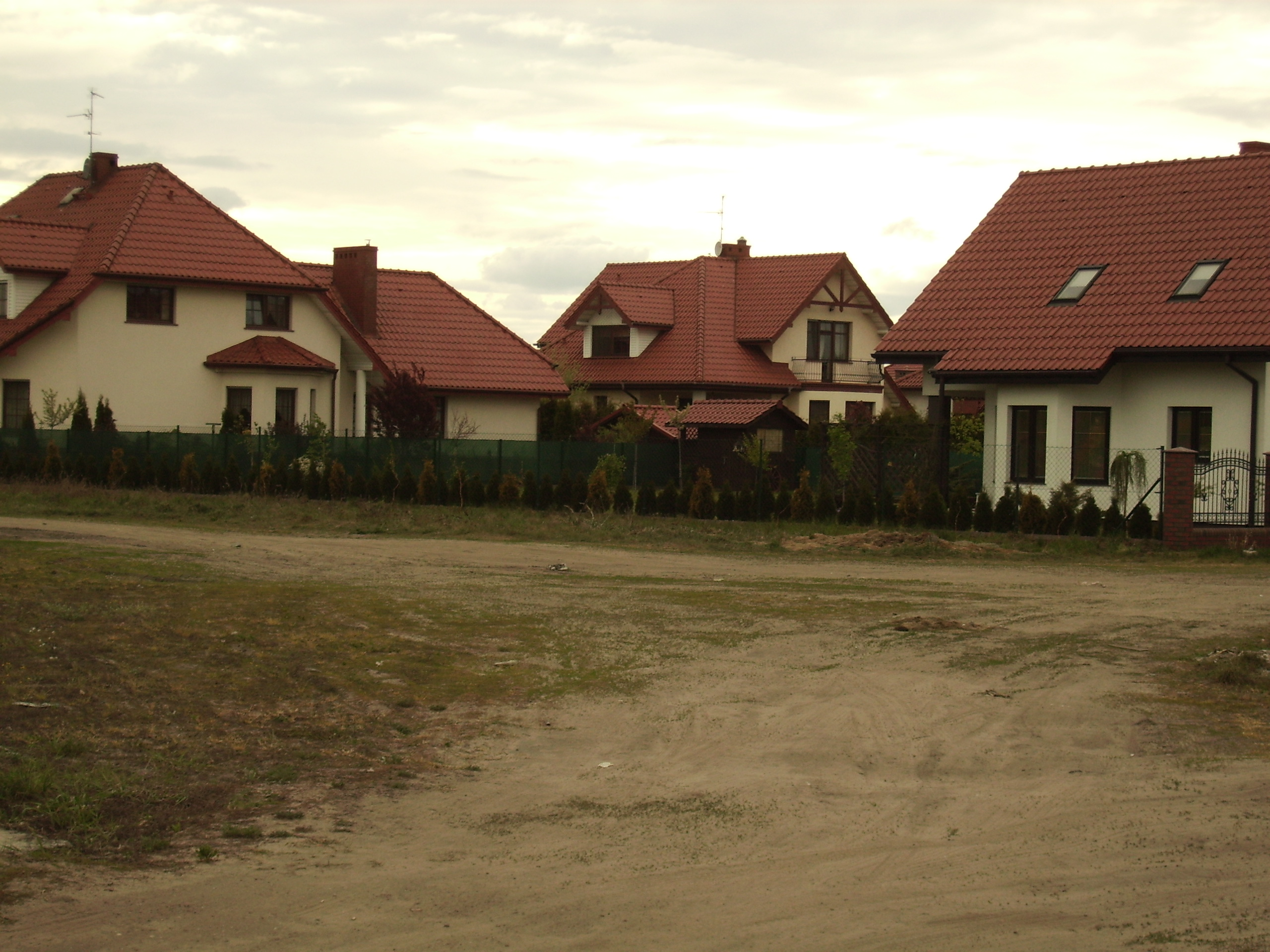
?
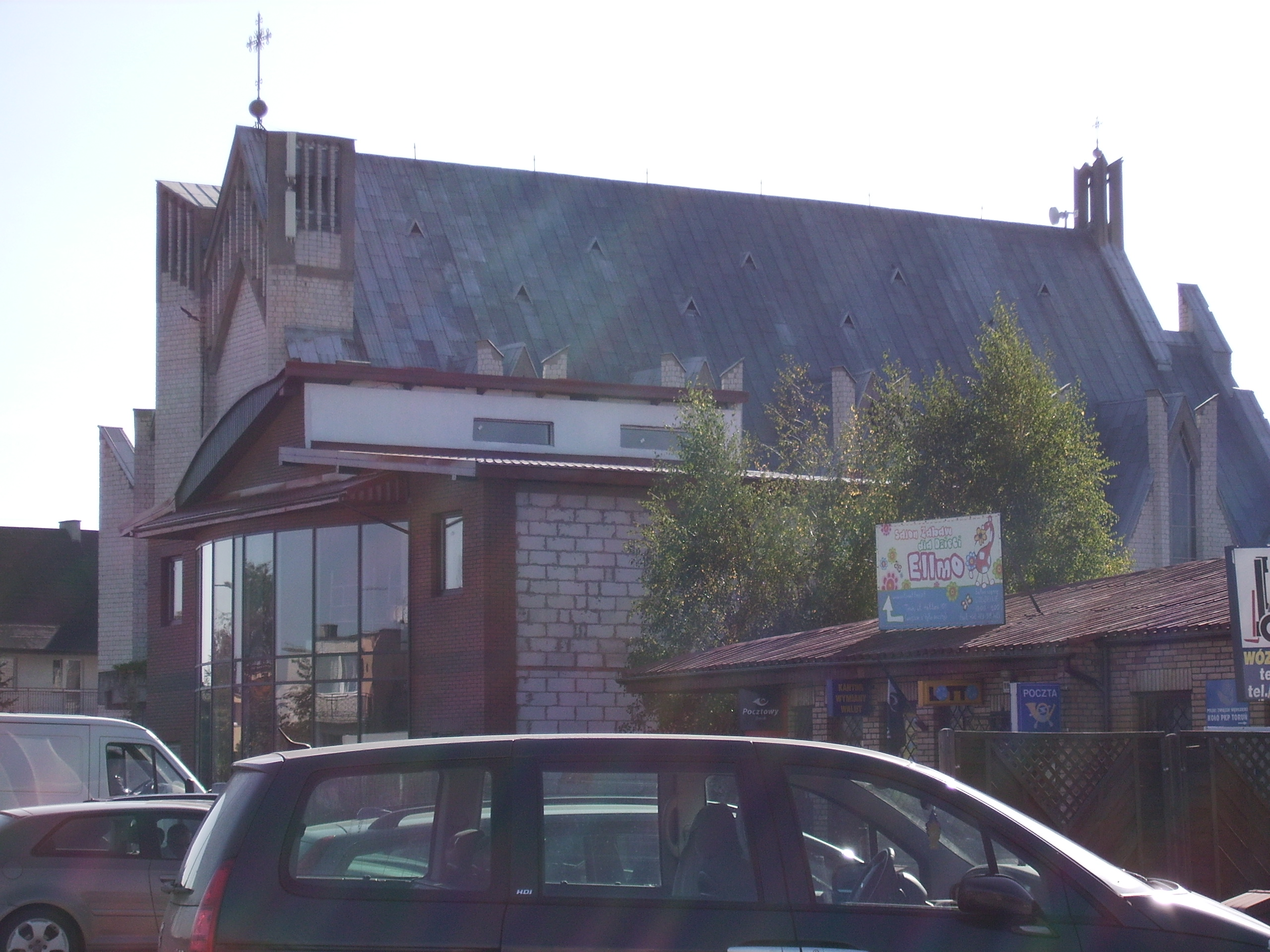
?